# Chwytniki

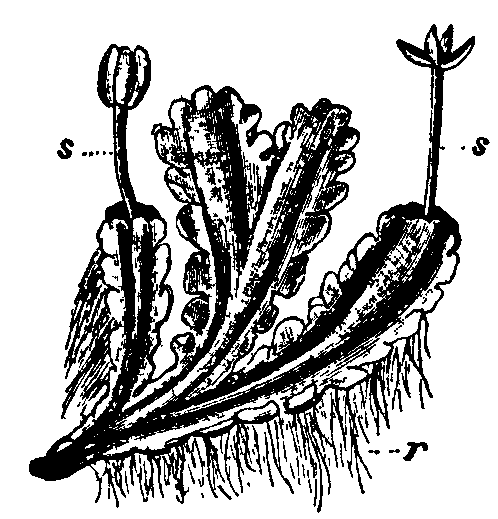
Chwytniki wątrobowca, oznaczone literą „r”

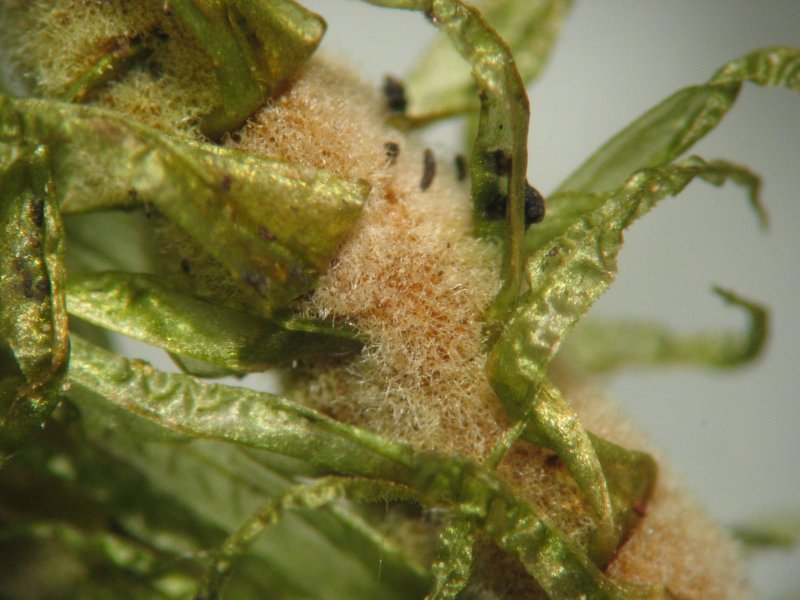
Łodyżka widłozęba kędzierzawego okryta chwytnikami

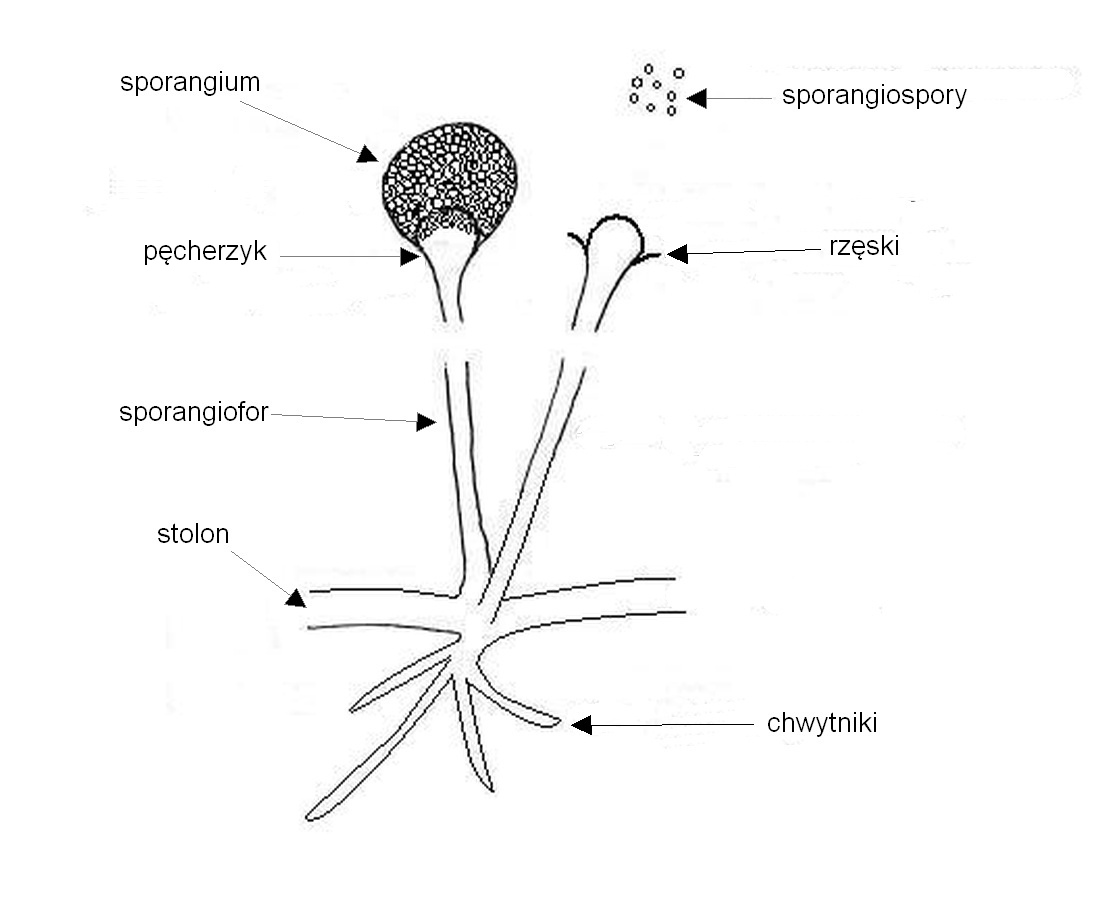
Chwytniki u Rhizopus

Chwytniki, ryzoidy, rizoidy – cienkie, nitkowate wyrostki o budowie jedno- lub wielokomórkowej, wytwarzane przez mszaki, wielokomórkowe glony, niektóre grzyby, przedrośla paprotników czy niektóre gąbki.
Służą do przytwierdzania organizmów do podłoża oraz pobierania z gleby wody i związków pokarmowych. Pełnią funkcje podobne do korzeni organowców, lecz nimi nie są – nie posiadają tkanek przewodzących – drewna i łyka.

## Chwytniki u protistów grzybopodobnych
Niektóre protisty grzybopodobne tworzą plechy z chwytnikami bezjądrowymi i niepodzielonymi na komórki. Powstają one podczas „kiełkowania” pływek i mają za zadanie przytwierdzenie do podłoża oraz pobór substancji pokarmowych.

## Chwytniki u grzybów
U grzybów są to specjalnie zmodyfikowane boczne wyrostki strzępek. U grzybów saprotroficznych te korzeniopodobne strzępki nazywane są ryzoidami i zwiększają powierzchnie wchłaniania substancji pokarmowych. Wyrastają ze stolonów w dół, umocowują grzyba w podłożu i uwalniają enzymy trawienne, następnie absorbują strawiony materiał organiczny. U porostów nazywane są chwytnikami i służą jedynie do przymocowania plechy do podłoża. Mogą być jedno lub wielokmórkowe, proste lub rozgałęzione. Szczególnie dobrze rozwinięte są u porostów liściastych, np. z rodzaju Peltigera (pawężnica).

## Chwytniki u mszaków
Powstają już podczas kiełkowania zarodnika równocześnie ze splątkiem.
U mchów są zawsze wielokomórkowe, silnie rozgałęzione i posiadają charakterystyczne, skośne ściany poprzeczne między komórkami. Mogą wyrastać pojedynczo lub w pęczkach. Od zewnątrz są gładkie lub brodawkowane. Mają barwę brunatną, pozbawione są chlorofilu, choć po odsłonięciu na światło mogą się zazielenić i zmienić w splątek. Chwytniki wyrastają wzdłuż łodyżki na odcinku kontaktującym się z glebą (zwykle z jej dolnej części, ew. na całym jej odcinku u gatunków płożących się po ziemi). Rzadziej chwytniki wyrastać mogą ze szczytu liścia, z żyłki listka lub z wzniesionego odcinka łodyżki. U niektórych gatunków (np. u próchniczka bagiennego) gęste chwytniki tworzą rdzawą, filcowatą otoczkę wokół łodyżki.
Torfowce nie posiadają chwytników poza fazą blaszkowatego splątka.
Wątrobowce posiadają chwytniki jednokomórkowe, wyrastające pojedynczo lub kępkami z dolnej strony plechy lub łodyżki. Komórki chwytnikowe osiągają do 1 cm długości i na szczycie bywają palczasto rozgałęzione i tu też posiadają często zgrubiałą ścianę. U porostnicowców (Marchantiales), zwłaszcza kserofilnych występują obok chwytników gładkich także języczkowate, o wąskim przekroju, co ułatwia kapilarne przewodzenie wody.

## Chwytniki u paprotników
Występują jako jednokomórkowe twory wyrastające z dolnej strony plechy przedrośla i służą do jego przytwierdzenia do podłoża.